# Zuzana Hejnová

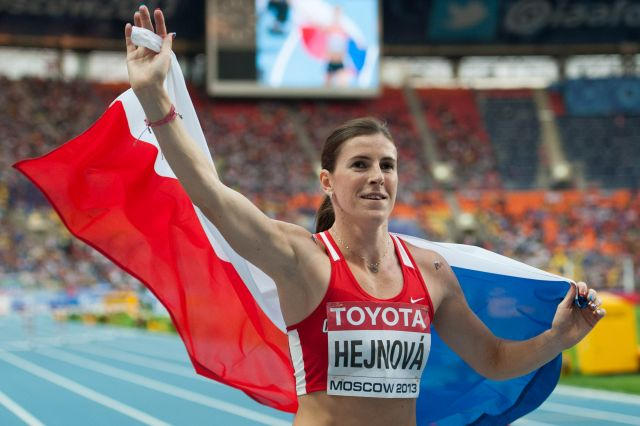
Zuzana Hejnová después de su victoria en el Campeonato Mundial de Atletismo de 2013

Zuzana Hejnová (pronunciación: ˈzuzana ˈɦɛjnovaː; Liberec, 19 de diciembre de 1986) es una atleta checa. Ella compitió en los 100 metros, los 100 metros vallas, los 400 metros y los 400 metros vallas, y también en el heptatlón. Es la actual campeona del mundo de los 400 metros vallas.

## Carrera

### Junior
En 2003, Hejnová compitió en el Campeonato Mundial Juvenil de Atletismo 2003 en Sherbrooke, Canadá y ganó la medalla de oro en los 400 metros con vallas con un tiempo de 57.54. Un año más tarde, volvió a Grosseto, Italia en el Campeonato Mundial Juvenil de 2004. Esta vez ganó la plata con un tiempo de 57.44 en los 400 metros vallas, derrotado por la rusa, Yekaterina Kostetskaya, que ganó el oro por un amplio margen en 55,55 segundos.
Sus marcas personales actuales son 14.11 en los 100 metros logrado en Ostrava, el 3 de septiembre de 2005; 13.77 en los 100 metros con vallas en Stará Boleslav, el 13 de junio de 2003; 53,04 en los 400 m en Kladno el 28 de junio de 2008, y 54,90 en los 400 metros vallas registrada en Mónaco el 28 de julio de 2009.

### 2008

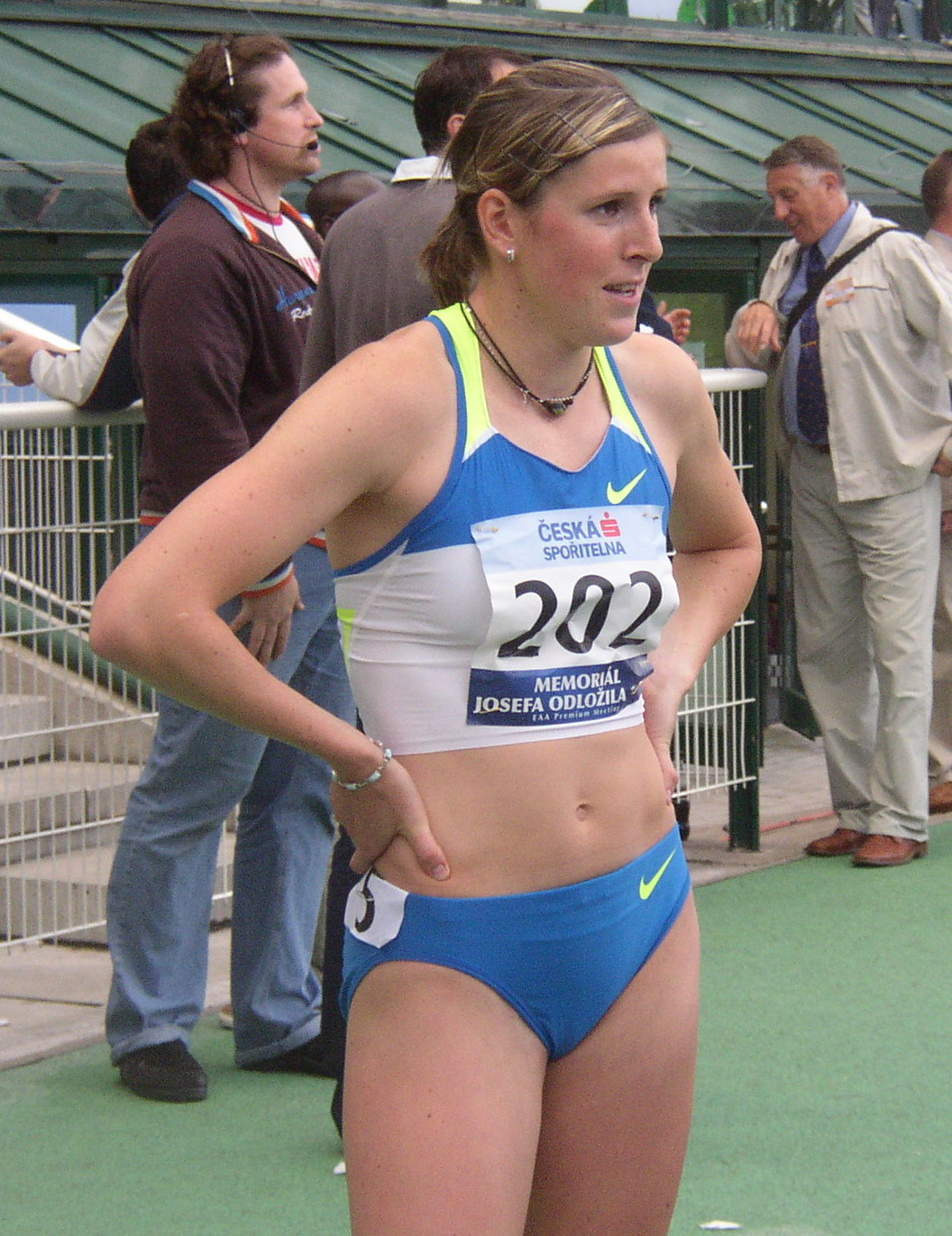
Hejnová en 2008

A principios de marzo de 2008 Hejnová compitió en los 400 metros en el Campeonato 2008 Campeonato del Mundo Indoor y llegó a las semifinales, pero no reunía las condiciones para llegar a la final. Ella sin embargo, llegar a la final con el equipo de relevos Checa en el 4 x 400 metros de relevos en un equipo que ella, Zuzana Bergrová, Denisa Ščerbová y Jitka Bartoníčková incluido. Acabaron cuarto, con un tiempo de 3:34.53, pero fueron más de 5 segundos más lento que los americanos, que se llevó el bronce con un tiempo de 3:29.30.
El 21 de junio de 2008, que compitió por la República Checa en la Copa de Europa de Atletismo 2008.
Hejnová compitió en los 400 metros con vallas en los Juegos Olímpicos de Pekín 2008. Se clasificó para la segunda ronda con el decimotercer mejor tiempo global de 55,91 segundos y los de la final con 55.17. En la final terminó séptimo con 54.97, sólo una centésima detrás de su mejor marca personal en ese momento.

### 2011
Ella ganó los 400 metros con vallas en el Campeonato de Europa con un nuevo récord nacional de 53,87 segundos. El 8 de julio mejoró su récord nacional de 53,29 segundos.

### 2012
Hejnová ganó la primera vuelta de la 400 m vallas en los Juegos Olímpicos de Londres 2012. El 8 de agosto Hejnová ganó la medalla de bronce en la final.

### 2013
Hejnová ganó carreras Liga de Diamante 2013 de más de 400 m vallas en Shanghái (53.79), Eugene (53.70), Oslo (53.60), Paris (53,23 NR) y Londres (NR 53,07). Hejnová también ganó carreras en Des Moines (54.41), Praga (54.55) y Ostrava (53.32). Hejnová puntos máximos garantizados para la República Checa en el equipo europeo Campeonato Primera División en Dublín, al ganar los 400 metros en 51,90 segundos. El 15 de agosto de 2013 en Moscú, se convirtió en Championess Mundial sobre 400 m vallas con un nuevo récord Checa (NR 52,83).
- Datos: Q231201
- Multimedia: Zuzana Hejnová / Q231201